# Teknikåret 1999

## Händelser

### Januari
- 10 januari - Sedan Sverige vid årsskiftet förbjöd köp av sexuella tjänster har prostituerade börjat skaffa kunder via Internet, en plats där sexköpen hela tiden ökar.[1]
- 22 januari - I Sverige väntar Blekinge läns ende IT-polis, Jim Meijert i Karlshamn, på att få kopplas upp på Internet då Blekingepolisens enda uppkopplade dator finns i Karlskrona.[1]
- 27 januari - I Sverige visar statistik att 2 961 000 svenskar surfade på Internet under 1998, en ökning med 36 % sedan 1997.[1]

### April
- 1 april - Marksänd digital-TV lanseras i Sverige.
- 13 april - Ericsson köper två amerikanska dataföretag.[1]
- 15 april - Regeringsrätten i Sverige fastslår att kommunalråds cookiefiler är offentlig handling, vilket fastslår rätten att kontrollera surfning på Internet i Sverige.[1]
- 24 april - Kaos utbryter i Stockholms tunnelbana då nya signalsystemet återigen slagits ut.[1]

### Maj
- 13 maj - Det svenska företaget Sendit, som utvecklat teknik för Internet via mobiltelefon, köps upp av amerikanska Microsoft.[1]

### Juli
- Juli - Dataföretaget Hewlett-Packard och UCLA visar att det går att få enstaka molekyler att fungera som strömbrytare.[2]

### Augusti
- 31 august - Adobe Systems släpper första versionen av InDesign.[3]

### September
- 16 september - En 17-åring i Sverige frias för "musikstöld" på Internet, vilket blir ett nederlag för skivbolag som försöker stoppa musikkopiering.[1]
- 24 september - En datahacker i Stockholm häktas för att ha planerat tömma svenska konton på miljardbelopp.[1]

### December
- 8 december - Meddelandet om att svenska Ericsson och amerikanska Microsoft beslutar bilda gemensamt bolag med huvudkontor i Sverige för utveckling av bland annat mobilt Internet gör att nya rekord slås på Stockholmsbörsen.[2]
- 9 december - Telenor ogiltigförklarar Telias styrelsebeslut att lägga huvudkontoret i Stockholm.[2]

## Priser och utmärkelser
- Miguel de Icaza tilldelas Award for the Advancement of Free Software